# Savëlovskij
Il quartiere Savëlovskij (in russo Савёловский район?) è un quartiere di Mosca sito nel Distretto Settentrionale.
Prende il nome dalla stazione ferroviaria omonima (la quale, tuttavia, si trova nel confinante quartiere di Butirskij), a sua volta così chiamata dal nome della cittadina di Savëlovo, oggi parte della città di Kimry, nell'Oblast di Tver.